# Parlement van Schotland

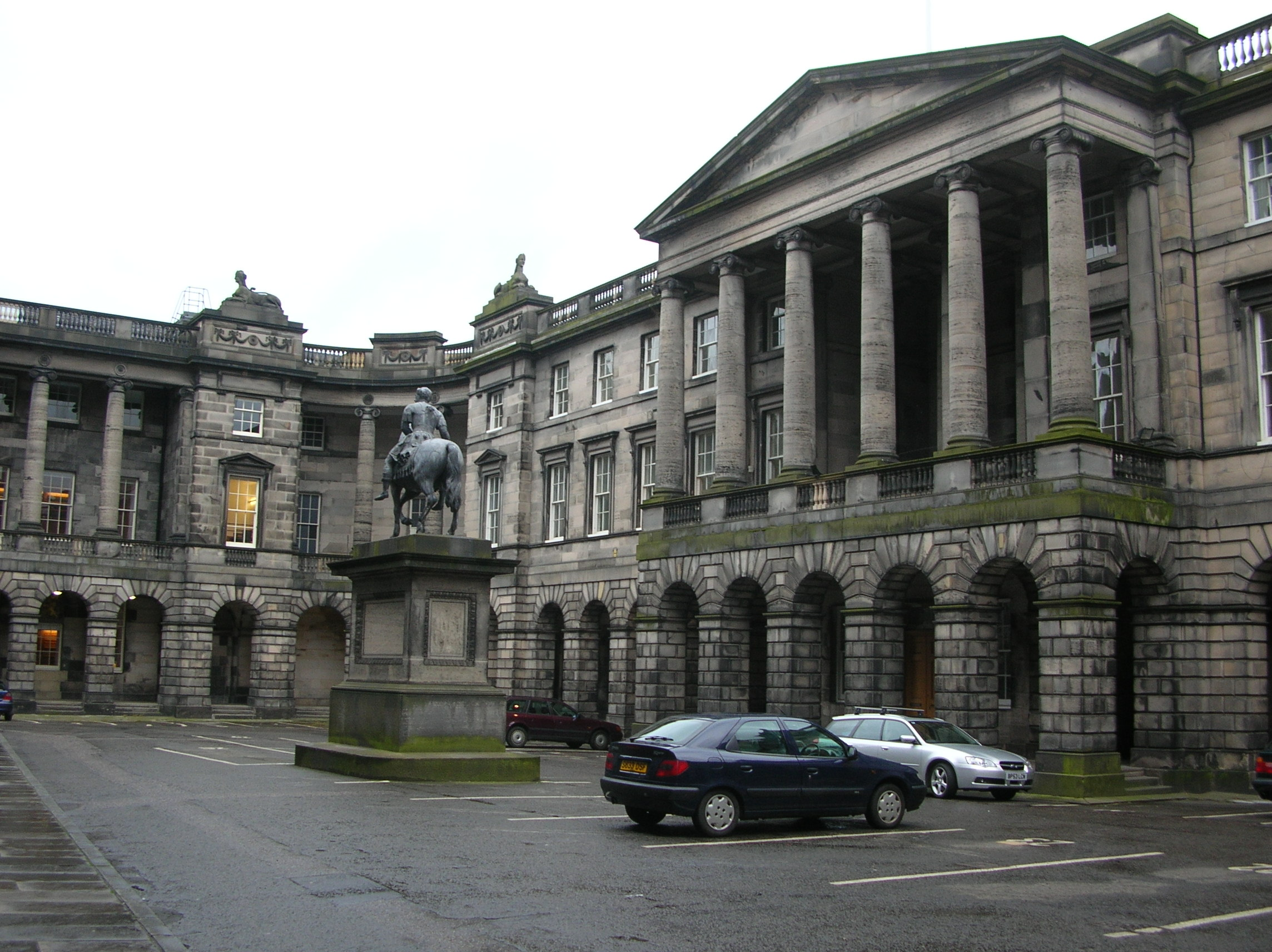
Parliament House in Edinburgh huisde het parlement van Schotland tussen 1639 en 1707.

Het Parlement van Schotland, officieel de Standen van het parlement (Engels: Estates of Parliament) maakte deel uit van de wetgevende macht van het Koninkrijk Schotland. De oudste aanwijzingen van het unicamerale parlement van Schotland gaat terug tot het begin van de twaalfde eeuw met een vergadering die rond het jaar 1140 moet hebben plaatsgevonden op Edinburgh Castle. De eerste samenkomst waarvan een primaire bron bestaat (waarnaar wordt verwezen als een colloquium in Latijnse bronnen), vond plaats in Kirkliston (een klein dorp dat vandaag in de buitenwijken van Edinburgh ligt) in het jaar 1235 onder de heerschappij van Alexander II van Schotland.
Andere namen die verwijzen naar dit parlement zijn Standen van Schotland (Estates of Scotland), de Gemeenschap van het Koninkrijk (Community of the Realm), de Drie Standen (Schots: Thrie Estaitis), Schots parlement (Scots Parliament) of oud-Schots parlement (auld Scots Parliament). Deze wetgevende instelling kwam samen tot aan de Acts of Union (1707) die leidden tot de ontbinding van het parlement van Schotland. Het werd vervangen door het parlement van Groot-Brittannië in 1707.
Het parlement dat vóór de vereniging van de landsdelen bestond, werd lange tijd foutief beschreven als een grondwettelijk gebrekkige instantie die enkel optrad om gedachteloos in te stemmen met koninklijke beslissingen. Recent onderzoek toont daarentegen aan dat het een actieve rol speelde in Schotse aangelegenheden en dat het af en toe een hinderpaal was voor de Schotse monarchen.